# Silvestre José dos Passos
Silvestre José dos Passos (Florianópolis, 1767 – São José (Santa Catarina), 30 de junho de 1850) foi um político e militar brasileiro. Foi presidente da Câmara Municipal e prefeito do município de São José. Exerceu a função de diretor da colônia São Pedro de Alcântara, primeira colônia alemã de Santa Catarina.

## Histórico como Diretor na Colônia São Pedro de Alcântara
Tudo indica que o Governo Imperial se inspirou nas ideias inspirou-se nas ideias dos Presidente Manoel Soares de Coimbra e Presidente João Alberto Miranda Ribeiro, imigrantes europeus são destinados para Santa Catarina com o intuito de desenvolverem a agricultura, a qual estava em decadência. Foram 166 famílias de germânicos oriundos de Bremen, cidade-estado no norte da Alemanha, com um total de 523 pessoas.
Este foi o primeiro grupo de europeus que chegara nas terras de Santa Catarina, a este juntou-se um grupo com aproximadamente 100 soldados oriundos das tropas da Capital Florianópolis e da própria Corte do Rio de Janeiro.
Ao que parece embarcaram em 02 bergantins, o Luzia e o Marquês Viana, tais embarcações aportaram na Capital de Santa Catarina com pequena diferença entre ambos, em fins do ano de 1828, onde foram hospedados pelo Governador de Santa Catarina nos quarteis da Capital, os que chegaram bergantin Luzia foram isolados na antiga Armação da Lagoinha, pois havia doentes, por isso o Sargento Mor Silvestre José dos Passos da localidade de São José, fez tais preparos.
O Sargento Mor Silvestre José dos Passos por ser excelente sertanista e conhecedor da região, foi o escolhido para estabelecer a localização dos núcleos, alguns anos depois foi escolhido para ser o Diretor da Colônia.
Em março do ano de 1829, os colonos já haviam iniciado a derrubada das matas para a instalação do primeiro núcleo, em maio deste ano já havia 36 ranchos onde residiam os primeiros colonos, sendo esta localização distante 5 léguas de São José (Santa Catarina), na margem esquerda do rio Maruim, no caminho que ligava à Lages. O Governo de Albuquerque Melo fez homenagem à Família Imperial Brasileira denominando o núcleo de Colônia São Pedro de Alcântara. Tudo indica que o Sargento Mor Silvestre José dos Passos não soube escolher bem a localização, isto porque o terreno era muito acidentado e com uma intensa cobertura florestal. Em função de tal situação os colonos passaram a reclamar, solicitando terras nas Caldas do Norte, em troca das terras de São Pedro de Alcântara, porém não foram atendidos, pois as terras solicitadas se afastavam muito do caminho de Lages.
Aos poucos muitas revoltas ocorreram na Colônia São Pedro de Alcântara, havia muitas desavenças entre os colonos, principalmente por membros saídos das tropas, o que urgiu a interferência de força armada para refazer a ordem entre os colonos revoltados.
Posteriormente alguns colonos abandonaram suas terras, rumando uns para as margens do rio Biguaçu, onde alguns anos mais tarde ergueram a Capela de São Pedro Apóstolo, outros rumaram para a Praia Comprida, em São José (Santa Catarina), estabelecendo-se com o comércio e oficinas. Os colonos que haviam chegado no Bergantin Marquês Viana haviam sido encaminhados às terras, os que haviam chegado no Bergantin Luzia, os quais haviam sido internados na Armação da Lagoinha devido estarem doentes, lá ficaram por mais de um ano, isso deu-se por falta de instruções do governo Imperial ao Governo da Província de Santa Catarina,  originando uma série de reclamações e revoltas, porém não foram atendidos, desencadeando assim um série de revoltas por ex-soldados que a estes se juntaram pelos mesmos ideais, adquirirem terras.
Porém as reclamações mais curriqueiras eram devido ao não pagamento dos 160 Réis diários que cada colono deveria receber enquanto não produzissem em suas terras para o próprio sustento, porém o governo não cumpriu com a promessa de pagar a referida diária.
Diante da gravidade da situação o Presidente da Província de Santa Catarina procurou obter fundos para sanar o problema, a situação chegou a tal ponto que ocorreu desacato ao Presidente da Província.  Durante esse período 15 elementos revoltosos foram enviados ao Rio de Janeiro. Faltavam instruções da corte do Rio de Janeiro para solucionarem tal problema, os colonos não suportavam mais a situação, necessitam de terras para poderem cultivar e manter suas famílias. Desgostosos com a situação, as revoltas prosseguiam dia a dia. O Presidente Albuquerque Melo toma a iniciativa e encaminha os colonos para a Colônia São Pedro de Alcântara, pondo um fim.
Anos depois a Colônia São Pedro de Alcântara foi desdobrada, mais para o centro rumo a Lages, fundando a Colônia Santa Filomena.
No ano de 1830, o Sargento Mor Silvestre José dos Passos deixa a direção da colônia, em dezembro do mesmo ano o governo por meio da Lei de 15 de 1830 aboliu as despesas com a colonização estrangeira.
O Presidente Miguel de Souza Melo e Alvim mostrou-se muito interessado pela primeira Colônia da Província, visitando-a 12 dias após tomar posse, enviando detalhadamente ao Ministro do Império um relatório sobre seu desenvolvimento e a situação de seus colonos.
A  Colônia São Pedro de Alcântara prosperou devido ao trabalho de seus colonos, não possuía um regimento especial, estava sujeita a lei comum. No ano de 1854 foi elevada à categoria de Freguesia de São Pedro de Alcântara, no ano de1854 registrou um total de 1500 habitantes, suprindo a capital Florianópolis com seus produtos agrícolas e manufaturados.

## Vida pessoal
Filho de Francisco Manoel dos Passos  com a açoriana Roza Joaquina Theodora.
Neto por parte paterno do português Thomé Francisco dos Passos com Maria dos Passos.
Neto por parte materno do Capitão Mor Sebastião Fernandes Camacho com Margarida de Siqueira e Avelar.
Primo em quarto grau do ex-governador de Santa Catarina,  Hercílio Pedro da Luz.
Seu tetraneto Gervásio José da Silva, também exerceu a função de prefeito do município de São José.
Casou em Florianópolis em 14 de agosto de 1787 com Joaquina Teresa Pereira da Trindade, com quem teve quinze filhos conhecidos.